# 14e corps de blindés (Allemagne)
Pour les articles homonymes, voir 14e corps d'armée.
Le 14e corps de blindés (en allemand : XIV. Panzerkorps) était un corps d'armée d'unités blindés (Panzer) de l'armée de terre allemande : la Heer au sein de la Wehrmacht pendant la Seconde Guerre mondiale.

## Historique
Le XIV. Panzerkorps est formé le 12 juin 1942 à partir des restes du XIV. Armeekorps.
Il participe à l'opération Fall Blau, puis avec la 6. Armee à la bataille de Stalingrad.
Il constitue la "pointe blindée" de la 6. Armee lors de son avancée dans la grande boucle du Don. Il subit de plein fouet la contre-offensive des 1er et 4e armées de chars soviétiques qui le mettent en position périlleuse fin juillet 1942 dans la région de Kalatch.
À la suite d'un mouvement audacieux qui lui fait traverser le Don sur des pontons à Vertiachi, le corps perce en une journée les quatre lignes de défenses prévues par les soviétiques autour de Stalingrad. Le 23 août 1942 le XIV. Panzerkorps devient ainsi la première unité allemande à atteindre la Volga. Il est alors pris dans de très durs combats lors des tentatives soviétiques pour dégager la 62e armée (les offensives de Kotlouban). La situation dégénère au point que son unité de pointe, la 16. Panzer-Division, se trouve privée de ravitaillement et menacée d'encerclement ; une crise éclate dans le commandement allemand, qui aboutit au limogeage de von Wietersheim, remplacé à la tête du corps par Hube.
La pression constante du front de Stalingrad puis du Front du Don mobilise la majeure partie des forces du XIV. Panzerkorps tout au long de la bataille de Stalingrad et l'empêche notamment de participer aux premières phases de l'attaque contre la ville dont il devait saisir les faubourgs nord et le secteur des usines. Il ne se joint aux assauts contre la ville qu'au mois d'octobre mais se heurte alors à des positions défensives particulièrement bien préparées dans le secteur de Rynok et Spartankovka qu'il ne réussira jamais à contrôler totalement.
Fin novembre 1942, le corps est envoyé à l'ouest du Don pour tenter de contrer l'opération Uranus mais il entre trop tard en action et doit faire face à des forces trop importantes pour empêcher l'encerclement de la 6. Armee, le 23 novembre 1942. Il doit alors se replier à l'est du Don avec le XI. Armeekorps sous une forte pression de la 65e Armée soviétique.
Le corps est ensuite déployé au sud-ouest de la poche pour préparer l'opération Donnerschlag : tenter une percée pour rejoindre le LVII. Panzerkorps envoyé au secours des assiégés de Stalingrad; mais l'opération ne sera jamais déclenchée à la suite de l'échec de l'opération Wintergewitter.
Ses unités seront pratiquement détruites entre le 12 et le 14 janvier 1943 lors de la première phase de l'opération Koltso. 
Les survivants capitulent le 31 janvier 1943 avec le reste de la 6e Armée.
Il est reformé en mars 1943 avec les survivants du Corps originel. Il est envoyé en France, puis en Italie où il reste jusqu'à la fin de la guerre.

## Organisation

### Commandants successifs
| Date                                | Grade                                          | Commandant                       |
| ----------------------------------- | ---------------------------------------------- | -------------------------------- |
| 21 juin 1942 - 14 septembre 1942    | General der Infanterie                         | Gustav Anton von Wietersheim     |
| 15 septembre 1942 - 17 janvier 1943 | Generalleutnant puis General der Panzertruppen | Hans-Valentin Hube               |
| 18 janvier 1943 - 29 janvier 1943   | Generalleutnant                                | Helmuth Schlömer                 |
| Nouveau XIV. Panzerkorps            |                                                |                                  |
| 5 mars 1943 - 2 septembre 1943      | General der Panzertruppen                      | Hans-Valentin Hube               |
| 2 septembre 1943 - 8 octobre 1943   | Generalleutnant                                | Hermann Balck                    |
| 9 octobre 1943 - 24 octobre 1943    | Generaloberst                                  | Hans-Valentin Hube               |
| 25 octobre 1943 - 8 mai 1945        | General der Panzertruppen                      | Fridolin von Senger und Etterlin |

## Théâtres d'opérations
- Front de l'Est, secteur Sud : Juin 1942 - Octobre 1942
- Stalingrad : Octobre 1942 - Janvier 1943
- Front de l'Est : Mars 1943 - Octobre 1943
- Nord de l'Italie : Octobre 1943 - Mai 1945

## Ordre de batailles

### Rattachement d'Armées
| Date        | Armée          | Groupe d'Armées  |
| ----------- | -------------- | ---------------- |
| 1942        |                |                  |
| 21 juin     | z. Vfg.        | Heeresgruppe Süd |
| Juillet     | 1. Panzerarmee | Heeresgruppe Süd |
| Août        | 6. Armee       | Heeresgruppe B   |
| Décembre    | 6. Armee       | Heeresgruppe Don |
| 1943        |                |                  |
| 1er janvier | 6. Armee       | Heeresgruppe Don |
| Mars        | Détruit        | -                |
| Avril       | z. Vfg.        | Heeresgruppe B   |
| Juin        | z. Vfg.        | OB Süd           |
| Septembre   | 10. Armee      | Heeresgruppe C   |
| 1944        |                |                  |
| Janvier     | 10. Armee      | Heeresgruppe C   |
| Juin        | 14. Armee      | Heeresgruppe C   |
| Novembre    | 10. Armee      | Heeresgruppe C   |
| 1945        |                |                  |
| Janvier     | 10. Armee      | Heeresgruppe C   |
| Mars        | 14. Armee      | Heeresgruppe C   |

### Unités subordonnées

#### Unités organiques
- Arko 414
- Korps-Nachrichten-Abteilung 60
- Korps-Nachschubtruppen 414

#### Unités rattachées
22 décembre 1942
- 29e Panzergrenadier Division
- 3e Panzergrenadier Division

5 janvier 1943
- 29e Panzergrenadier Division
- 3e Panzergrenadier Division
- 376. Infanterie-Division
- 14. Panzer-Division

7 juillet 1943
- Panzer-Division "Hermann Göring"
- 16. Panzer-Division
- 29. Panzer-Grenadier-Division
- 15. Panzer-Grenadier-Division
- 90. Panzer-Grenadier-Division
- 3. Panzer-Grenadier-Division

26 décembre 1943
- 94. Infanterie-Division
- 15. Panzer-Grenadier-Division
- 29. Panzer-Grenadier-Division
- 44. Infanterie-Division "HuD"
- 5. Gebirgs-Division
- 305. Infanterie-Division

16 septembre 1944
- 16. SS-Panzer-Grenadier-Division "Reichsführer SS"
- 42. Jäger-Division
- 65. Infanterie-Division

1er mars 1945
- 94. Infanterie-Division
- 8. Gebirgs-Division
- 65. Infanterie-Division
- 305. Infanterie-Division

10 mars 1945
- 94. Infanterie-Division
- 8. Gebirgs-Division
- 65. Infanterie-Division
- 305. Infanterie-Division

### Sources
- (de) XIV. Panzerkorps sur lexikon-der-wehrmacht.de